# Punctifera
Punctifera is een geslacht van weekdieren uit de klasse van de Gastropoda (slakken).

## Soort
- Punctifera ophiomoerae Warén, 1981